# Al-Umur
Al-Umur (arab. خربة العمور) – nieistniejąca już arabska wieś, która była położona w Dystrykcie Jerozolimy w Mandacie Palestyny. Wieś została wyludniona i zniszczona podczas I wojny izraelsko arabskiej (al-Nakba), po ataku Sił Obronnych Izraela w dniu 21 października 1948.

## Położenie
Al-Umur leżała wśród wzgórz Judei, w odległości 12 kilometrów na zachód od miasta Jerozolima. Według danych z 1945 do wsi należały ziemie o powierzchni 416,3 ha. We wsi mieszkało wówczas 270 osób.
| własność gruntów | powierzchnia gruntów (hektary) |
| ---------------- | ------------------------------ |
| Arabowie         | 372,5                          |
| Żydzi            | 43,6                           |
| publiczne        | 0,2                            |
| Razem            | 416,3                          |

| Rodzaj użytkowanych gruntów | Arabowie (hektary) | Żydzi (hektary) |
| --------------------------- | ------------------ | --------------- |
| uprawy nawadniane           | 49,7               | 1,4             |
| uprawy zbóż                 | 127,9              | 17,2            |
| nieużytki                   | 194,1              | 25              |
| zabudowane                  | 1                  | 0               |

## Historia
W okresie panowania Brytyjczyków al-Umur była średniej wielkości wsią, liczącą w 1948 około 75 domów.
Podczas I wojny izraelsko-arabskiej w drugiej połowie maja 1948 wieś zajęły egipskie oddziały. Podczas operacji Ha-Har w dniu 21 października 1948 wieś zajęli Izraelczycy. Mieszkańcy zostali wysiedleni, a większość domów wyburzono.

## Miejsce obecnie
Tereny wioski al-Umur zostały zajęte przez utworzony w 1950 moszaw Giwat Je’arim.
Palestyński historyk Walid Chalidi, tak opisał pozostałości wioski al-Umur: „Po całym terenie wsi jest rozrzucony kamienny gruz, oraz stolarka okienna i drzwiowa. Widocznych jest wiele kamiennych tarasów. Na południu jest cmentarz wiejski, zaniedbany i porośnięty trawami”.